# Hendrik Voogd

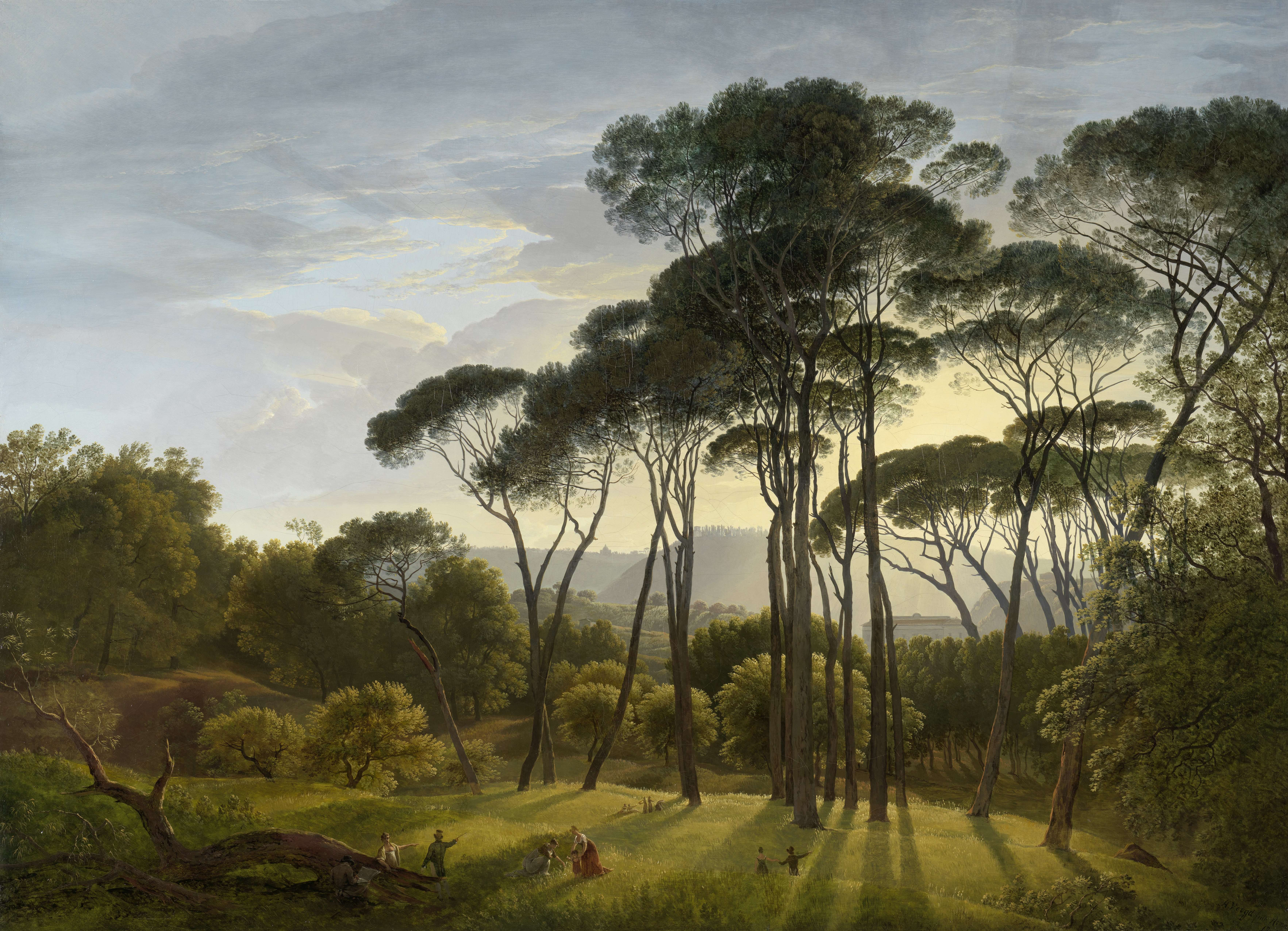
Hendrik Voogd: Italienskt landskap med paraplyformiga tallar.

Hendrik Voogd, född 10 juli 1768 i Amsterdam, död 4 september 1839 i Rom, var en nederländsk målare som huvudsakligen var verksam i Italien.

## Biografi
Voogd studerade sedan 1783 vid en konsthögskola i Amsterdam och senare blev han elev hos Jurriaen Andriessen som målade främst teaterkulisser och tapeter. Efter en gåva av konstsamlaren D. Versteegh (1751–1822) flyttade Voogd 1788 till Rom för att studera landskapsmåleri.
I Italien var Voogd vän till flera framstående landskapsmålare som Nicolas-Didier Boguet, Johann Christian Reinhart och Johann Martin von Rohden.
Han dog den 4 september 1839 i Vatikanstaten.
Voogd målade flera kända platser och byggnader i Rom och dess närmaste trakt, som staden Tivoli, Albanosjön, Castel Gandolfo och Lago di Nemi. Några av hans verk visas i Rijksmuseum.